# أولد وستباري (نيويورك)
أولد وستباري (بالإنجليزية: Old Westbury, New York)‏ هي معلم جغرافي تقع في الولايات المتحدة في مقاطعة ناسو، نيويورك. يقدر عدد سكانها بـ 4,671 نسمة ومساحتها 22.2 كم2 وترتفع عن سطح البحر 50 متر.

## التركيبة السكانية
حدّد مكتب تعداد الولايات المتحدة بيانات التركيبة السكانية لأولد وستباري في تعداد الولايات المتحدة. في ما يلي، التركيبة السكانية حسب تعدادي 2000 و2010.

### تعداد عام 2000
بلغ عدد سكان أولد وستباري 4,228 نسمة بحسب تعداد عام 2000، وبلغ عدد الأسر 1,063 أسرة وعدد العائلات 967 عائلة مقيمة في القرية. في حين سجلت الكثافة السكانية 190.5 نسمة لكل كيلومتر مربع (493.4/ميل2). وبلغ عدد الوحدات السكنية 1,109 وحدة بمتوسط كثافة قدره 50 لكل كيلومتر مربع (129.5/ميل2).
وتوزع التركيب العرقي للقرية بنسبة 68.19% من البيض و14.24% من الأمريكيين الأفارقة و0.02% من الأمريكيين الأصليين و11.52% من الأمريكيين ذوي الأصول الآسيوية و3.67% من الأعراق الأخرى و2.37% من عرقين مختلطين أو أكثر و7.14% من الهسبانيون أو اللاتينيون من أي عرق.
بلغ عدد الأسر 1,063 أسرة كانت نسبة 45.3% منها لديها أطفال تحت سن الثامنة عشر تعيش معهم، وبلغت نسبة الأزواج القاطنين مع بعضهم البعض 82.2% من أصل المجموع الكلي للأسر، ونسبة 5.9% من الأسر كان لديها معيلات من الإناث دون وجود شريك، بينما كانت نسبة 2.8% من الأسر لديها معيلون من الذكور دون وجود شريكة وكانت نسبة 9% من غير العائلات. تألفت نسبة 5.6% من أصل جميع الأسر من عدة أفراد يعيشون في نفس المنزل ونسبة 2.9% كانت تتألف من شخص يعيش بمفرده يبلغ من العمر 65 عاماً أو أكثر. وبلغ متوسط حجم الأسرة المعيشية 3.33، أما متوسط حجم العائلات فبلغ 3.37.
بلغ العمر الوسطي للسكان 34.7 عاماً. وكانت نسبة 22.5% من القاطنين تحت سن الثامنة عشر، وكانت نسبة 5% بين الثامنة عشر والرابعة والعشرين عاماً، ونسبة 19.2% كانت واقعةً في الفئة العمرية ما بين الخامسة والعشرين والرابعة والأربعين عاماً، ونسبة 25.4% كانت ما بين الخامسة والأربعين والرابعة والستين، ونسبة 11.6% كانت ضمن فئة الخامسة والستين عاماً فما فوق. يوجد لكل 100 أنثى 93.1 ذكر، ويوجد لكل 100 أنثى في الثامنة عشر من عمرها فما فوق 92.7 ذكر.
بلغ متوسط دخل الأسرة في القرية 141,820 دولارًا، أما متوسط دخل العائلة فبلغ 175,000 دولارًا. وكان متوسط دخل الذكور 100,001 دولارًا مقابل 46,125 دولارًا للإناث. وسجل دخل الفرد الخاص بالقرية 56,374 دولارًا. وكانت نسبة 1.8% من العائلات ونسبة 4.8% من السكان تحت خط الفقر، وكان من هؤلاء نسبة 1.8% تحت سن الثامنة عشر ونسبة 8.5% في الخامسة والستين من العمر وما فوق.

### تعداد عام 2010
بلغ عدد سكان أولد وستباري 4,671 نسمة بحسب تعداد عام 2010، وبلغ عدد الأسر 1,073 أسرة وعدد العائلات 910 عائلة مقيمة في القرية. في حين سجلت الكثافة السكانية 210.4 نسمة لكل كيلومتر مربع (544.9/ميل2). وبلغ عدد الوحدات السكنية 1,172 وحدة بمتوسط كثافة قدره 52.8 لكل كيلومتر مربع (136.8/ميل2).
وتوزع التركيب العرقي للقرية بنسبة 65.60% من البيض و15.97% من الأمريكيين الأفارقة و0.26% من الأمريكيين الأصليين و12.33% من الأمريكيين ذوي الأصول الآسيوية و0.02% من سكان جزر المحيط الهادئ و3.19% من الأعراق الأخرى و2.63% من عرقين مختلطين أو أكثر و6.77% من الهسبانيون أو اللاتينيون من أي عرق.
بلغ عدد الأسر 1,073 أسرة كانت نسبة 36% منها لديها أطفال تحت سن الثامنة عشر تعيش معهم، وبلغت نسبة الأزواج القاطنين مع بعضهم البعض 74.7% من أصل المجموع الكلي للأسر، ونسبة 6.7% من الأسر كان لديها معيلات من الإناث دون وجود شريك، بينما كانت نسبة 3.4% من الأسر لديها معيلون من الذكور دون وجود شريكة وكانت نسبة 15.2% من غير العائلات. تألفت نسبة 11.8% من أصل جميع الأسر من عدة أفراد يعيشون في نفس المنزل ونسبة 5.7% كانت تتألف من شخص يعيش بمفرده يبلغ من العمر 65 عاماً أو أكثر. وبلغ متوسط حجم الأسرة المعيشية 3.02، أما متوسط حجم العائلات فبلغ 3.24.
بلغ العمر الوسطي للسكان 24.4 عاماً. وكانت نسبة 17.2% من القاطنين تحت سن الثامنة عشر، وكانت نسبة 33.5% بين الثامنة عشر والرابعة والعشرين عاماً، ونسبة 12.9% كانت واقعةً في الفئة العمرية ما بين الخامسة والعشرين والرابعة والأربعين عاماً، ونسبة 25.4% كانت ما بين الخامسة والأربعين والرابعة والستين، ونسبة 11.1% كانت ضمن فئة الخامسة والستين عاماً فما فوق. وتوزع التركيب الجنسي للسكان بنسبة 48.6% ذكور و51.4% إناث.

## أعلام
- ألبرت س. بوستويك جونيور
- أنسون غودير
- بياتريس ستريت
- إدوارد فرنسيس هوتون
- توماس هيتشكوك سينيور